# غيلبرتو بيريز
غيلبرتو بيريز (بالإنجليزية: Gilberto Perez) هو أكاديمي أمريكي، ولد في 1943 في هافانا في كوبا، وتوفي في 5 يناير 2015.